# Gideon Rosenbluth
Gideon Rosenbluth (geboren als Gideon Rosenblith 21. Januar 1921 in Berlin; gestorben 8. August 2011 in Vancouver) war ein kanadischer Ökonom. Nach ihm ist der Rosenbluth-Index zur Bestimmung der wirtschaftlichen Konzentrationsrate benannt.

## Leben
Gideon Rosenblith war ein Sohn des Zionisten Martin Rosenblith und der Marie Zellermayer. Er hatte zwei Geschwister. Seine Familie floh nach der Machtergreifung der Nationalsozialisten 1933 nach England. Rosenbluth besuchte ab 1938 die London School of Economics. Noch vor Abschluss des Studiums wurde er 1940 als Enemy Alien interniert und nach Kanada verschifft. Nach seiner Freilassung studierte er ab 1941 an der University of Toronto und machte 1943 einen B.A. in Political Science und Economics. Er arbeitete danach am „Wartime Prices and Trade Board Ottawa“ und am „Dominion Bureau of Statistics“. Rosenbluth heiratete 1944 die aus der Tschechoslowakei geflohene Annmarie Ischl, sie hatten zwei Kinder. Ab 1947 arbeitete er am National Bureau of Economic Research New York und studierte nebenher an der Columbia University.
Rosenbluth wurde 1953 bei Arthur F. Burns und George Stigler mit der Dissertation Industrial Concentration in Postwar Canada promoviert. Ab 1952 war er Assistant Professor für Ökonomie an der Stanford University und wechselte 1954 als Associate Professor of Economics an die Queen’s University (Kingston). Von 1962 bis zu seiner Emeritierung war Rosenbluth Ökonomieprofessor an der University of British Columbia in Vancouver.
Rosenbluth beteiligte sich an der Herausgabe des Canadian Journal of Economics und des Western Economics Review. Er war Mitglied der Canadian Association of University Teachers, war Mitglied der American Economic Association, war im Jahr 1978 Präsident der Canadian Economics Association und war Fellow der Royal Society of Canada.

## Schriften (Auswahl)
- Measures of Concentration, in: G. J. Stigler (Hrsg.): Business Concentration and Price Policy by National Bureau of Economic Research. Princeton: Princeton University Press, 1955
- Concentration in Canadian manufacturing industries: A study by the National Bureau of Economic Research. Princeton, N.J.: Princeton Univ. Pr., 1957
- Gideon Rosenbluth; Hugh Garnet Thorburn: Canadian Anti-combines Administration, 1952–1960. Toronto: Univ. Pr., 1963
- The Canadian Economy and Disarmament. Carleton Library Series. London, 1967
- Robert C. Allen, Gideon Rosenbluth (Hrsg.): False promises : the failure of conservative economics. Vancouver : New Star Books, 1992
- Peter A. Victor, Gideon Rosenbluth: Managing without growth. In: Ecological Economics, 2007, S. 492–504